# Adam Beckman
Adam Beckman, född 10 maj 2001, är en kanadensisk professionell ishockeyforward som är kontrakterad till Minnesota Wild i National Hockey League (NHL) och spelar för Iowa Wild i American Hockey League (AHL).
Han har tidigare spelat för Spokane Chiefs i Western Hockey League (WHL).
Beckman draftades av Minnesota Wild i tredje rundan i 2019 års draft som 75:e spelare totalt.

## Statistik
| 2013–2014  | Saskatoon Stallions | SAAHL      | 5   | 0  | 3  | 3   | 0  | 1  | 1 | 1 | 2  | 0 |
| 2014–2015  | Saskatoon Generals  | SAAHL      | 29  | 23 | 16 | 39  | 32 | 3  | 0 | 2 | 2  | 2 |
| 2015–2016  | Saskatoon Frostbite | SAAHL      | 30  | 29 | 14 | 43  | 14 | 5  | 8 | 6 | 14 | 2 |
| 2016–2017  | Battlefords Stars   | SMAAAHL    | 44  | 15 | 26 | 41  | 18 | —  | — | — | —  | — |
| 2017–2018  | Battlefords Stars   | SMAAAHL    | 41  | 44 | 34 | 78  | 46 | —  | — | — | —  | — |
|            | Nipawin Hawks       | SJHL       | 1   | 1  | 1  | 2   | 2  | 3  | 2 | 0 | 2  | 0 |
|            | Spokane Chiefs      | WHL        | 1   | 0  | 0  | 0   | 0  | —  | — | — | —  | — |
| 2018–2019  | Spokane Chiefs      | WHL        | 68  | 32 | 30 | 62  | 16 | 15 | 8 | 4 | 12 | 2 |
| 2019–2020  | Spokane Chiefs      | WHL        | 63  | 48 | 59 | 107 | 18 | —  | — | — | —  | — |
| 2020–2021  | Iowa Wild           | AHL        | 9   | 3  | 2  | 5   | 0  | —  | — | — | —  | — |
|            | Spokane Chiefs      | WHL        | 21  | 17 | 10 | 27  | 8  | —  | — | — | —  | — |
| 2021–2022  | Minnesota Wild      | NHL        | 1   | 0  | 0  | 0   | 0  | —  | — | — | —  | — |
|            | Iowa Wild           | AHL        | 4   | 1  | 2  | 3   | 4  | —  | — | — | —  | — |
| NHL totalt | NHL totalt          | NHL totalt | 1   | 0  | 0  | 0   | 2  | —  | — | — | —  | — |
| AHL totalt | AHL totalt          | AHL totalt | 13  | 4  | 4  | 8   | 4  | —  | — | — | —  | — |
| WHL totalt | WHL totalt          | WHL totalt | 153 | 97 | 99 | 196 | 42 | 15 | 8 | 4 | 12 | 2 |